# 干式贮存桶

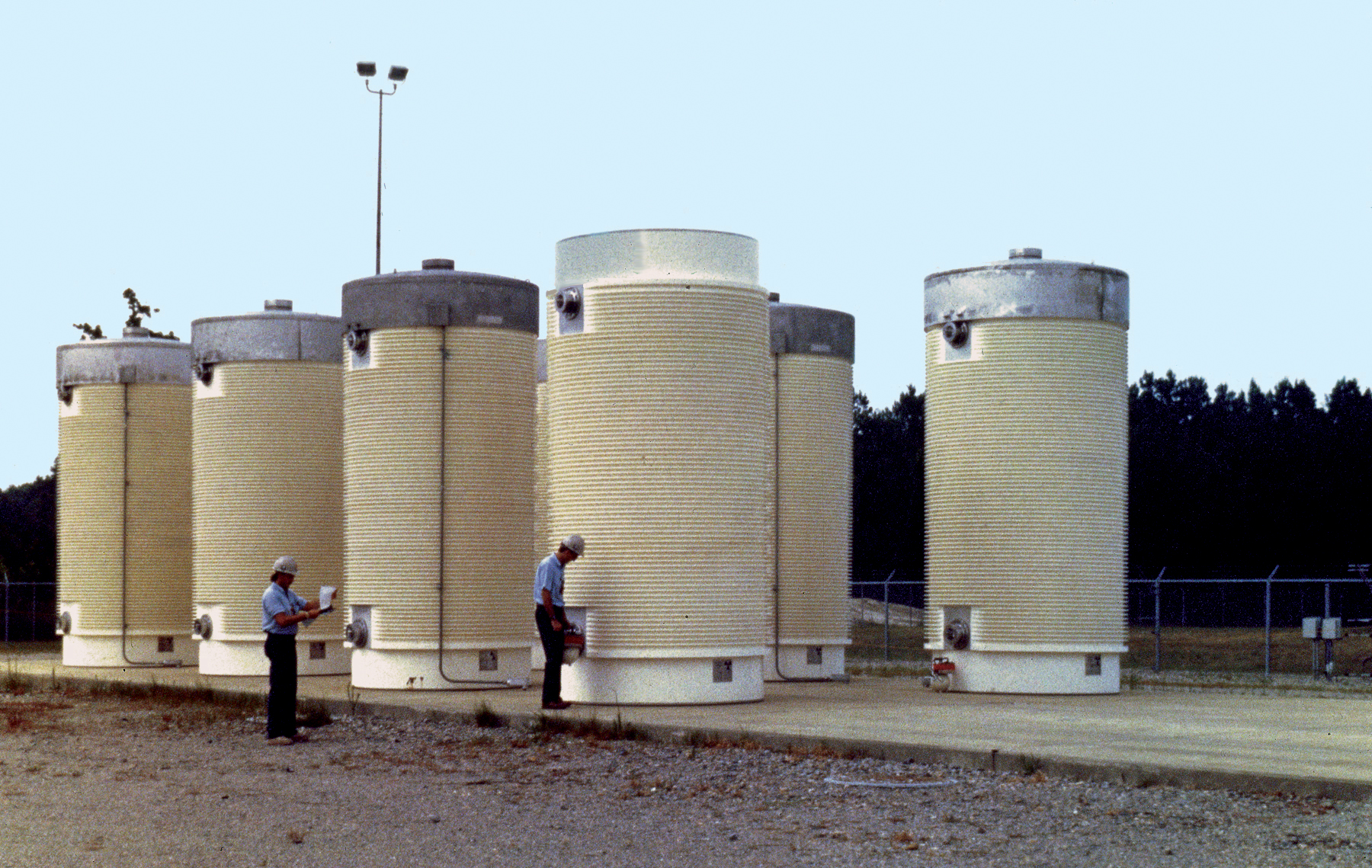
干式贮存桶。

干式贮存桶是一種儲存高放射性核廢物的方式，比如存放經過至少一年冷卻的乏燃料。所謂的“贮存桶”一般是鋼製容器，要麽是通過焊接而成，要麽是用螺栓緊箍。桶内的乏燃料棒處於化學性質惰性的氣體中。沒有洩露是對贮存桶的基本要求。贮存桶外面還有鋼製部件、混凝土或其它材料以屏蔽核廢物的輻射。因此，這種設計既能夠用於儲存，還可以運輸。目前世界上有三個公司（分別是Holtec International、NAC Intl.和Areva-Transnuclear NUHOMS ）在生產和銷售鋼和混凝土結構的贮存桶，稱爲“獨立乏燃料儲存設備”（Independent Spent Fuel Storage Installations）。這種贮存桶不帶有屏蔽層，因此在儲存地點需要建設可以容納贮存桶的圓柱形屏蔽間。儲存桶可以直立，也可以水平放置在地上。獨立乏燃料儲存設備在一些儲存所已經開始應用。
贮存桶有時又被稱作“蓖麻桶”（castor containers）。CASTOR是“cask for storage and transport of radioactive material'”的縮寫，意為“儲存和運輸核廢料桶”。CASTOR同時是德國核工業服務公司Gesellschaft für Nuklear-Service的註冊商標。

## 使用
在過去十多年中，干式贮存桶廣泛用用於許多國家，包括美國、加拿大、德國、瑞士、西班牙、比利時、瑞典、英國、日本、亞美尼亞、保加利亞、捷克、匈牙利、韓國、羅馬尼亞、斯洛伐克、烏克蘭和立陶宛。俄羅斯也有類似干式贮存設備，但不使用儲存桶，而是在一個地下設施中建立許多隔開的單元。

### 美國
從1970年代末到1980年代初，美國許多核電站和反應堆乏燃料池的可用容量告急。由於缺乏全國性的儲藏設施，發電廠開始研究儲存乏燃料的方式。對於短期和過渡性存儲而言，干式贮存桶是最可行的選擇之一。
1986年，美国核能管理委员会向弗吉尼亞州薩利核電站（Surry Nuclear Power Plant）的干式贮存設施頒發了執照。這是美國第一個干式儲存所（37°09′47″N 76°41′10″W / 37.1630°N 76.6861°W）。許多核電站現在都有干式贮存設施。位于愛達荷瀑布市的愛達荷國家實驗室也有一個過渡性的干式贮存場。NRC估計，到2015年，美國大部分核電站的乏燃料池容量將用盡，屆時將亟需臨時儲存設施。本來瑜伽山核廢料儲存所（Yucca Mountain nuclear waste repository）預定于2017年啓用。但是在2009年3月5日，美國能源部部長朱棣文在美國參議院作證時說，奧巴馬政府已排除將瑜伽山用作核廢料儲存所的可能性。
干式贮存桶並非一帆風順。1990年代，NRC不得不多次介入，解決干式贮存桶因焊接瑕疵而導致的開裂和質量問題。氦氣進入有的桶中，造成乏燃料棒溫度升高和棒体的加速腐蝕。2008年，NRC的指導文件要求裝入干式贮存桶的燃料棒必須經過至少五年的冷卻。該文件還稱，用於美國的干式贮存桶需要能夠抵擋洪水、龍捲風、彈丸、極端溫度和其它不常見的情形。
瑜伽山核廢料儲存所泡湯之後，更多的核廢料被儲存于贮存桶内。許多贮存桶存放於海岸附近或者江、河、湖等水體附近。麻省理工学院正在研究空氣中的鹽微粒對贮存桶的影響。結果顯示，許多人期望贮存桶能夠使用100年，但是其在30年或者更短的時間裏就會因爲腐蝕而開裂。

### 保加利亞
2008年，科滋洛杜伊核電站（ Kozloduy Nuclear Power Plant）官員聲明將在該電廠使用乾桶。

### 加拿大
在加拿大，安大略電力公司（Ontario Power Generation）在其下屬的皮克灵核电站和布魯斯核電站（Bruce Nuclear Generating Station）擁有干式贮存桶設施，並正在其達令頓核電站（Darlington Nuclear Generating Station）建設類似的設施。新不倫瑞克電力公司的來普羅點核電站（Point Lepreau Nuclear Generating Station）和魁北克水電公司的詹提力核電站（Gentilly Nuclear Generating Station）也設有干式贮存桶設施。

### 德國
德國在阿豪斯設有一個集中化的乾桶儲存所。截至2011年，該所存有311個乾桶。其中305個來自1989年封堆的釷高溫堆，3個來自耐卡韋斯特海核電站（Neckarwestheim Nuclear Power Plant），另外3個來自德國最大功率的崗德雷明根核電站（Gundremmingen Nuclear Power Plant）。從崗德雷明根往阿豪斯運送乾桶的行動遭到了公衆的激烈抗議。最終德國政府和電站運營商達成協議將其廢物干桶就地儲存在電站裏。
CASTOR是“cask for storage and transport of radioactive material'”的縮寫，意為“儲存和運輸核廢料桶”。CASTOR同時是德國核工業服務公司Gesellschaft für Nuklear-Service的註冊商標。此公司還製造另外一種干桶，稱作CONSTOR，其目的是用來運輸和長期儲存乏燃料和高放射性廢物。其結構包括三層。内層和外層為鋼鐵，中間層是混凝土。

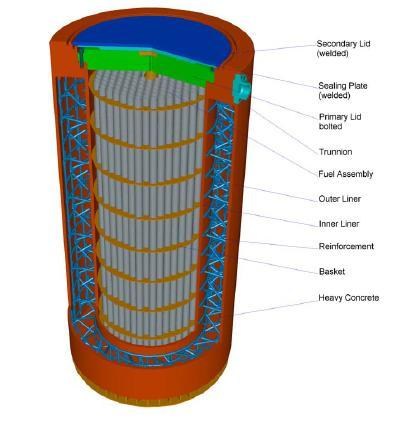
多功能Constor干桶。

2004年，有人進行了V/TC型號CONSTOR干桶的跌落實驗。干桶從9米處下落，結果與預期吻合。

### 立陶宛
据報道，伊格納麗娜核電站（ Ignalina Nuclear Power Plant）的乏燃料儲存于CASTOR和CONSTOR干桶中。

### 烏克蘭
自2001年起，由六座反應堆組成的扎波罗热核電站（Zaporizhzhia Nuclear Power Plant）開始向一個干桶儲存所運送核廢料。這是前蘇聯境内使用時間最長的一個儲存所。該儲存所由美國公司“杜克工程”（現已成爲杜克能源，Duke Energy的一部分）設計，而干桶則是在當地製造的。
美國公司霍爾泰克國際（Holtec International）正在切尔诺贝利核電站原址修建一座干桶儲存所。此工程始于法國公司Framatome，但後來因爲技術問題準備放棄。霍爾泰克原本是子承包商，負責對乏燃料進行脫水處理，但後來接手全部工程。

### 俄羅斯
俄羅斯的乏燃料干桶儲存設施將位于西伯利亞的热列兹诺戈尔斯克。此設施並不使用標準的干桶，而是把乏燃料放置在地下設施中建立許多隔開的單元中。該設施的地板、天花板、墻体和間隔墻全部使用加固混凝土，冷卻則由空氣的自然對流實現。此儲存所的容量為37785噸鈾。此設施目前在建。

### 台灣
台灣電力公司在其營運的第一核能發電廠、第二核能發電廠建設干式贮存桶，兩座發電廠皆採戶外存放，而貯存桶是美國NAC所設計。核一廠預定設置30組混凝土護箱，每組護箱承裝56束用過核子燃料，共計可貯存1,680束。核二廠預計每桶存放87束燃料，以解決該核電廠的乏燃料池儲存空間即將用完的問題。
核一廠的貯存桶在2012年11月已完成冷測試，但新北市政府直到2024年10月15日才發給「水保設施」完工證明，同年10月23日起進行第二階段試運轉（熱測試）作業，移出2筒用過核燃料，每筒可裝填56束核燃料，共計112束。

## 外部連結
- NRC: Dry Cask Storage（页面存档备份，存于）
- Locations of Independent Spent Fuel Storage Installations
- www.drycask.com（页面存档备份，存于）